# Харрисон, Чарльз Йель
Чарльз Йель Харрисон (англ. Charles Yale Harrison; 16 июня 1898 — 17 марта 1954) — американский и канадский писатель

 и журналист, наиболее известный своим антивоенным романом 1930 года «Генералы умирают в постели».

## Биография
Чарльз Йель Харрисон родился в 1898 году в Филадельфии и вырос в Монреале, Квебек, где в 15 лет написал свой первый рассказ.
В шестнадцать лет он устроился на работу начального уровня в газету «Montreal Star». Однако журналистская карьера Харрисона преждевременно оборвалась, когда в 1917 году он поступил на службу в 244-й заморский батальон Канадского экспедиционного корпуса для участия в Первой мировой войне. После нескольких месяцев службы в резервном батальоне в Англии, Харрисон был переведён в Королевский Монреальский полк и был отправлен на Западный фронт.
Кульминация военного опыта Харрисона наступила 8 августа 1918 года, когда он участвовал в первый день битвы при Амьене. Харрисон был ранен в ногу и провел остаток войны, выздоравливая, прежде чем вернуться в Монреаль. В 1920-е годы Харрисон управлял кинотеатром, прежде чем переехать в Нью-Йорк, чтобы продолжить карьеру писателя, журналиста и консультанта по связям с общественностью. К 1928 году сериализованные отрывки из «Генералы умирают в постели» начали появляться в нескольких американских и немецких периодических изданиях. В том же году Харрисон попал в заголовки The New York Times, когда его арестовали по пути в Никарагуа, где он планировал взять интервью у никарагуанского диссидента генерала Аугусто Сесара Сандино.
Харрисон был женат трижды; он овдовел в 1931 году, позднее снова женился, затем развелся со своей второй женой, а незадолго до своей смерти женился в третий раз. Он был дядей писательницы Джудит Росснер, автора книги «В поисках мистера Гудбара».
Страдая от болезни сердца, которая вдохновила его мемуары о самопомощи, он умер в 1954 году в Нью-Йорке.

## Литературная карьера
В 1930 году, после того как такие антивоенные книги, как «Прощай, всё это» Роберта Грейвса, «Прощай, оружие» Эрнеста Хемингуэя и «На Западном фронте без перемен» Эриха Марии Ремарка (все изданы в 1929 году) стали бестселлерами, издательства заинтересовались «Генералы умирают в постели», многие элементы которой напоминали другие книги. Харрисон, работавший редактором Bronx Home News, оказался в центре внимания, когда роман стали международным бестселлером, отчасти из-за разногласий, связанных с изображением канадских солдат, грабящих французский город Аррас и стреляющих в безоружных немецких солдат.
Хотя он опубликовал ещё несколько романов, ни один из них не смог сравниться с коммерческим успехом «Генералы умирают в постели». Более успешными были его научно-популярные произведения, в том числе биография адвоката Кларенса Дэрроу 1931 года и мемуары 1949 года под названием «Слава Богу за мой сердечный приступ», ранний представитель жанра книг по самопомощи.
В начале 1930-х годов Харрисон был редактором коммунистического литературного журнала «New Masses» в Нью-Йорке под руководством главного редактора Уолта Кармона. После самоубийства дочери Льва Троцкого Зинаиды в 1933 году порвал с Компартией США, примкнув к троцкистам, а в 1936 году даже ездил в Норвегию интервьюировать Троцкого для запланированной биографии, которая так и не увидела свет.
Последний роман Харрисона, «Никто не дурак», был опубликован в 1948 году.

## Наследие
В Колумбийском университете есть архив документов Харрисона, который включает переписку с: Уиттакером Чемберсом, Кларенсом Дэрроу, Руби Дэрроу, Джоном Дос Пассосом, Максом Истманом, Джозефом Фриманом, Майком Голдом, Аптоном Синклером и Робертом Ф. Вагнером.

## Произведения

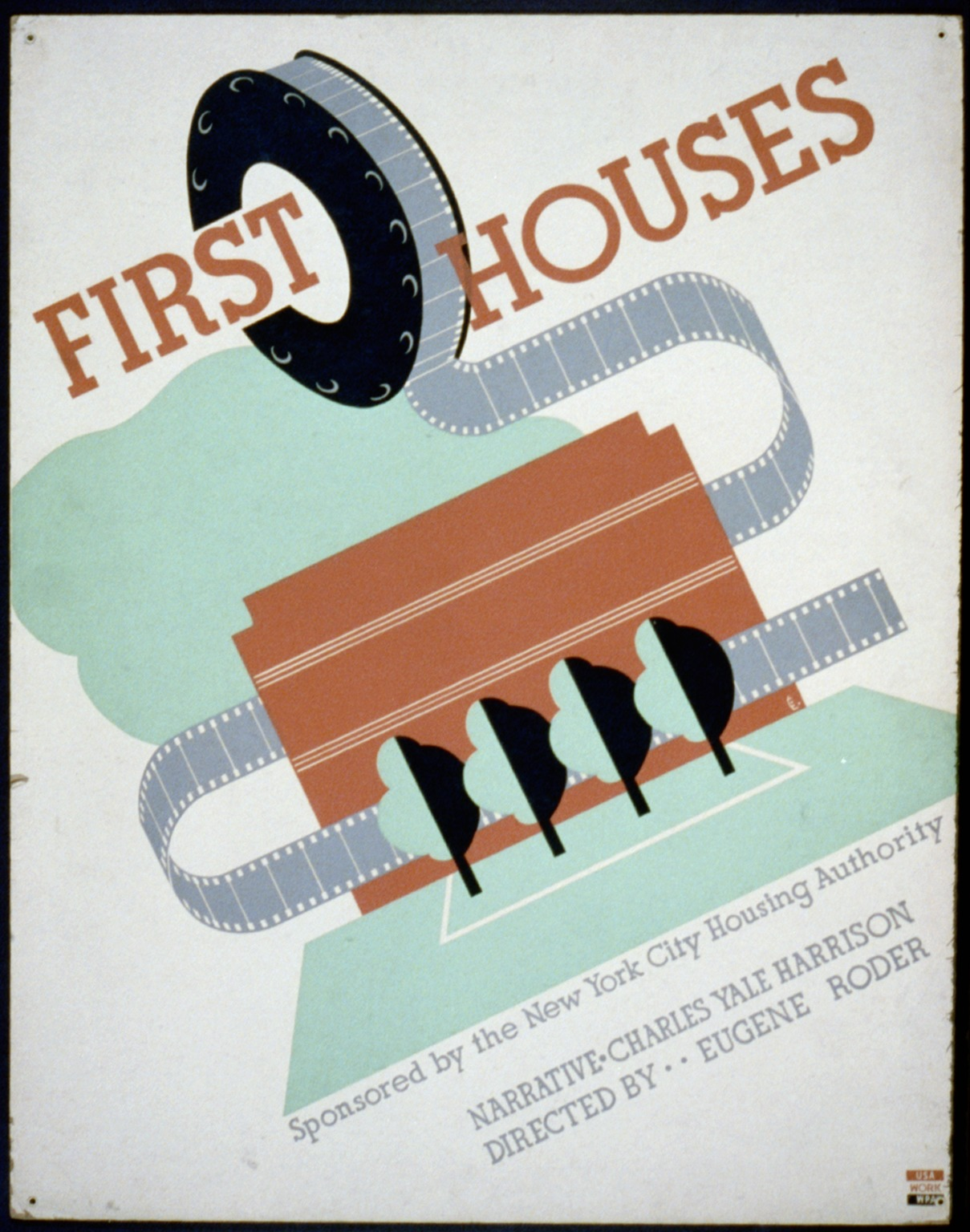
Плакат к фильму WPA «Первые дома» (1936) для Жилищное управление Нью-Йорка с рассказом Чарльза Йеля Харрисона.

### Художественная литература
- «Генералы умирают в постели» (англ. Generals Die in Bed) (1930)
- «Ребенок родился» (англ. A Child is Born) (1931)
- «Есть победы» (англ. There Are Victories) (1933)
- «Встретимся на баррикадах» (англ. Meet Me on the Barricades) (1937)
- «Никто не дурак» (англ. Nobody's Fool) (1948)

### Документальная литература
- «Далее, пожалуйста: история Греко и Карилло» (англ. Next Please: The Story of Greco and Carillo) (политическая брошюра, 1927)
- «Кларенс Дэрроу» (англ. Clarence Darrow) (биография, 1931)
- «Общественное жилье» (англ. Public Housing) (серия брошюр, 1937)
- «Трудовой юрист» (англ. Labor Lawyer)(призрачная автобиография Луи Уолдмана[англ.], 1944)
- «Слава Богу за мой сердечный приступ» (англ. Thank God For My Heart Attack) (самопомощь, 1949)